# Kedalingan
Kedalingan is een bestuurslaag in het regentschap Pati van de provincie Midden-Java, Indonesië. Kedalingan telt 2318 inwoners (volkstelling 2010).